# UFC 51
UFC 51: Super Saturday fue un evento de artes marciales mixtas celebrado por Ultimate Fighting Championship el 5 de febrero de 2005 en el Mandalay Bay Arena Center, en Las Vegas, Nevada, Estados Unidos.

## Historia
La nómina total de los peleadores para el evento fue de $456.000.

## Resultados

### Tarjeta preliminar
- Peso wélter: Nick Diaz vs. Drew Fickett

Diaz derrotó a Fickett vía TKO (golpes) en el 4:37 de la 1ª ronda.
- Peso wélter: Karo Parisyan vs. Chris Lytle

Parisyan derrotó a Lytle vía decisión unánime (30–27, 30–27, 30–27).
- Peso medio: David Loiseau vs. Gideon Ray

Loiseau derrotó a Ray vía TKO (parada médica) en el 5:00 de la 1ª ronda.
- Peso pesado: Mike Kyle vs. James Irvin

Kyle derrotó a Irvin vía KO (golpes) en el 1:55 de la 1ª ronda.

### Tarjeta principal
- Peso pesado: Paul Buentello vs. Justin Eilers

Buentello derrotó a Eilers vía KO (golpes) en el 3:31 de la 1ª ronda.
- Peso medio: Pete Sell vs. Phil Baroni

Sell derrotó a Baroni vía sumisión (guillotine choke) en el 4:16 de la 3ª ronda.
- Campeonato de Peso Medio: Evan Tanner vs. David Terrell

Tanner derrotó a Terrel vía TKO (golpes) en el 4:35 de la 1ª ronda para convertirse en el nuevo Campeón de Peso Medio de UFC.
- Campeonato Interino de Peso Pesado: Andrei Arlovski vs. Tim Sylvia

Arlovski derrotó a Sylvia vía sumisión (achilles lock) en el 0:47 de la 1ª ronda para convertirse en el nuevo Campeón Interino de Peso Pesado de UFC.
- Peso semipesado: Tito Ortiz vs. Vitor Belfort

Ortiz derrotó a Belfort vía decisión dividida (29–28, 29–28, 28–29)